# Nicolò Maria Antonelli
Nicolò Maria Antonelli (Pergola, 8 de julho de 1698 - Roma, 25 de setembro de 1767) foi um cardeal do século XVIII

## Biografia
Nasceu em Pergola em 8 de julho de 1698. De família originária de Gubbio, inscrita em 1622 no registo das famílias nobres de Senigallia. Segundo dos três filhos do conde Francesco Antonelli, governador da fortaleza de Pergola, e de Lucrezia Tafani. Os outros irmãos eram Filippo, iuniore e Bonaventura. Tio do Cardeal Leonardo Antonelli (1775). Seu primeiro nome também está listado como Nicola; e como Nicolau.
Estagiário no Collegio dei Nobili de Urbino, dos Padres Scoloppini; estudou então no Collegio Nazareno , de Roma, dirigido pelos mesmos padres, onde aprendeu perfeitamente grego e latim; depois, passou ao estudo do cardeal Carlo Agostino Fabroni, conhecido como excelente professor, com quem estudou direito e teologia para entrar ao serviço da Sé Apostólica; mais tarde, foi secretário e ajudante de estúdio de Monsenhor von Harrach, auditor da Sagrada Rota Romana para a Alemanha. Ele também se destacou como um profundo estudioso das civilizações orientais, especialmente caldeia e hebraica.
Camareiro privado do Papa Clemente XII. Em 1730 foi nomeado superintendente da biblioteca do Collegio Urbano . Nomeado por Monsenhor Monti, secretário do SC de Propaganda Fide; diretor da gráfica daquela congregação em maio de 1730; e da impressão de textos nas línguas orientais. Nomeado prefeito dos arquivos secretos do Vaticano e dos arquivos do Castelo S. Angelo em março de 1733. Camareiro privado de Sua Santidade o Papa Bento XIV, que o nomeou secretário da Accademia dei Concili, instituído por aquele papa. Cânon do capítulo da basílica patriarcal de Latrão. Secretário da SC para a Correcção dos Livros da Igreja Oriental, 1741. No final de 1741, foi nomeado membro da comissão encarregada da preparação dos trabalhos de reforma do breviário, na qual trabalhou durante muitos anos. Prelado doméstico de Sua Santidade, 1743. Secretário da SC Consistorial e do Sagrado Colégio dos Cardeais, de 3 de fevereiro de 1744 até 1757. Em 1744, foi nomeado um dos três comissários para estudar o Lecionário. Consultor do SC do Index, setembro de 1753. Regente da Penitenciária Apostólica, dezembro de 1753. Secretário do SC da Propaganda Fide, março de 1757-1759. Sempre se destacou na corte papal e na Cúria Romana, pela sua vasta cultura, pelo seu conhecimento,
Criado cardeal sacerdote no consistório de 24 de setembro de 1759; recebeu o chapéu vermelho em 27 de setembro de 1759; e o título de Ss. Nereo ed Achilleo, 19 de novembro de 1759. Atribuído à SS. CC. da Propaganda Fide, Conselho Tridentino, Index e delle Acque. Prefeito do SC das Indulgências e Relíquias Sagradas, 1760. Prefeito do SC das Correções de Livros da Igreja Oriental de 1761 até sua morte. Protetor das nações maronita e armênia. Secretário dos Breves Apostólicos, 5 de agosto de 1761, após a morte do Cardeal Domenico Silvio Passionei, ocorrida em 5 de julho de 1761. Protetor da Ordem dos Eremitas de Santo Agostinho, 29 de abril de 1763. Prefeito de estudos do SC de Propaganda Fide e sua gráfica, 1763. Ele foi um erudito canonista, historiador eclesiástico e orientalista.
Morreu em Roma em 25 de setembro de 1767, à noite, depois de uma breve enfermidade causada por febre e inflamação dos órgãos internos que causou grave gangrena, tendo recebido os sacramentos da Igreja com grande resignação e paz, em Roma. Exposto na igreja Servita de S. Marcello, Roma, onde ocorreu a solene missa fúnebre no dia 27 de setembro pela manhã, na presença do Papa Clemente XIII, do Sacro Colégio dos Cardeais e da prelatura romana; a missa foi cantada pelo Cardeal Gaetano Fantuzzi, camerlengo do Sagrado Colégio Cardinalício; segundo seu testamento, seu corpo foi sepultado entre os cânones da basílica patriarcal de Latrão, Roma. Em seu testamento, nomeou como beneficiários os ospedali de Pergola e Senigallia; e deixou 2.000 escudospara seus domésticos.